# Клинці (Дубенський район)
Клинці́ (до 1940-х років — Волоця-Збитинська) — село в Україні, у Семидубській сільській громаді Дубенського району Рівненської області. Населення становить 211 осіб.

## Географія
Село розташоване на лівому березі річки Збитинки.

## Історія
7 (20) листопада 1917 року, відповідно до Третього Універсалу Української Центральної Ради, увійшло до складу Української Народної Республіки. 
На 1936 рік село входило до ґміни Дубно Дубенського повіту. 
12 червня 2020 року, відповідно до розпорядження Кабінету Міністрів України № 722-р від «Про визначення адміністративних центрів та затвердження територій територіальних громад Рівненської області», увійшло до складу Семидубської сільської громади.
19 липня 2020 року, в результаті адміністративно-територіальної реформи та ліквідації  Дубенського (1939—2020) району, село увійшло до складу новоутвореного Дубенського району.